# Przewodnik Katolicki
Przewodnik Katolicki – najstarszy w Polsce tygodnik o tematyce społeczno-religijnej powstały z inicjatywy arcybiskupa gnieźnieńskiego i poznańskiego Floriana Stablewskiego. Od momentu powstania tygodnik jest wydawany przez Drukarnię i Księgarnię św. Wojciecha.

## Historia
Ukazywał się od 17 stycznia 1895 do 3 września 1939 roku, wydawanie tygodnika zostało wznowione 8 grudnia 1956 roku. W momencie założenia „Przewodnik” miał łączyć swoją główną misję – utwierdzanie w wierze katolików i informowanie o życiu Kościoła z walką o utrzymanie polskości. Aby to osiągnąć miał jednoczyć wszystkie warstwy społeczne, kształtować ich świadomość społeczno-polityczną przez edukację i zabawę. Znalazły się w nim także miejsce na porady prawne, zdrowotne, na temat wychowania dzieci, a także relacje z podróży. O nowoczesnym charakterze pisma świadczyć może zamieszczanie w XIX wieku reklam i ogłoszeń, aby obniżyć koszt wydawania gazety.
„Przewodnik Katolicki” koncentruje się na sprawach dotyczących wiary, a także życia Kościoła lokalnego i powszechnego. Zamieszczane są w nim również felietony pisane przez polskich i zagranicznych komentatorów oraz artykuły o tematyce społecznej, psychologicznej, młodzieżowej i kulturalnej. W każdym numerze znajduje się również dodatek diecezjalny (poznańsko-kaliski, gnieźnieński, włocławski, bydgoski, łódzki), redagowany odpowiednio przez oddziały w Poznaniu, Gnieźnie, Włocławku, Bydgoszczy i Łodzi.
W styczniu 2007 roku, kiedy „Przewodnik Katolicki” zwiększył objętość o 16 stron, został utworzony Przewodnik Młodych, czyli czterostronicowy dział redagowany dla młodzieży i przy jej udziale.
„Przewodnik Katolicki” ukazuje się w nakładzie ok. 20 tys. egzemplarzy, zaś dystrybucja odbywa się poprzez parafie oraz dostępny jest w kioskach i salonach prasowych. Jest popularnym tygodnikiem opinii w Wielkopolsce i województwie kujawsko-pomorskim.
Od stycznia 2008 została nawiązana współpraca z największym tygodnikiem we Włoszech – „Famiglia Cristiana”.
Pod koniec 2009 roku, od numeru 51/2009 „Przewodnik Katolicki” zmienił winietę oraz layout. Od tego numeru opisywany jest jako Ogólnopolski tygodnik dla rodzin. Wprowadzenie nowej szaty graficznej zainicjowało również powstanie nowych rubryk: przewodnik życia duchowego oraz przewodnik codziennego życia.
Ma swój dziecięcy odpowiednik, „Mały Przewodnik Katolicki”, który jest miesięcznikiem.
W październiku 2022 Fundacja „Dzieło Nowego Tysiąclecia” nagrodziła „Przewodnik Katolicki” nagrodą Totus Tuus za rok 2022 w kategorii „TOTUS TUUS medialny im. bpa Jana Chrapka”. W uzasadnieniu Kapituły napisano, że nagroda została przyznana za ukazywanie orędzia chrześcijańskiego z nadzieją i otwartością potrzebną współczesnemu człowiekowi oraz inspirowanie krytycznej debaty w łonie w Kościoła w zgodzie z duchem Ewangelii. Gala wręczenia nagród odbyła się na Zamku Królewskim w Warszawie. Nagrodę odebrał ks. Wojciech Nowicki, redaktor naczelny tygodnika.

## Zespół redakcyjny
(stan na rok 2021)
- Redaktor naczelny: ks. Wojciech Nowicki
- Zastępca redaktora naczelnego: Piotr Jóźwik (kierownik działu Społeczeństwo)
- Sekretariat redaktora naczelnego: Marzena Strugarek-Nowaczewska
- Sekretarz redakcji: Magdalena Woźniak
- Redaktor prowadzący Agnieszka Pioch-Sławomirska (kierownik działu Rodzina i wychowanie)
- Zespół: Monika Białkowska, Jacek Borkowicz, Natalia Budzyńska, ks. Jarosław Czyżewski, Weronika Frąckiewicz, Paweł Stachowiak,
- Współpracownicy: Bogna Białecka, Małgorzata Bilska, Agata Bobryk, Szymon Bojdo, Tomasz Budnikowski, Anna Druś, Katarzyna Frużyńska, Krzysztof Jankowiak, o. Kasper Kaproń OFM (Boliwia), Tomasz Królak, Krzysztof Mielnik-Kośmiderski (Wielka Brytania), Joanna Mazur, Maria Przełomiec, Dominik Robakowski, Karolina Sternal, ks. Artur Stopka, Michał Szułdrzyński, Piotr Wójcik, Piotr Zaremba
- Fotografia: Magdalena Bartkiewicz, Patryk Bierski, Michał Dudek, Robert Krawczyk, Dorota Porzucek, Robert Woźniak
- Studio graficzne: Agnieszka Robakowska (kierownik artystyczny), Zuzanna Szczerbińska, Marlena Winiarska-Łuczak
- Korekta i redakcja dodatków diecezjalnych: Dorota Bauta
- Reklama: Magdalena Borkowska-Frąckowiak
- Prenumerata: Elżbieta Grześkowiak

## Redaktorzy naczelni
- 1895 – ks. Wawrzyniec Kotecki
- 1895–1915 – ks. Józef Kłos

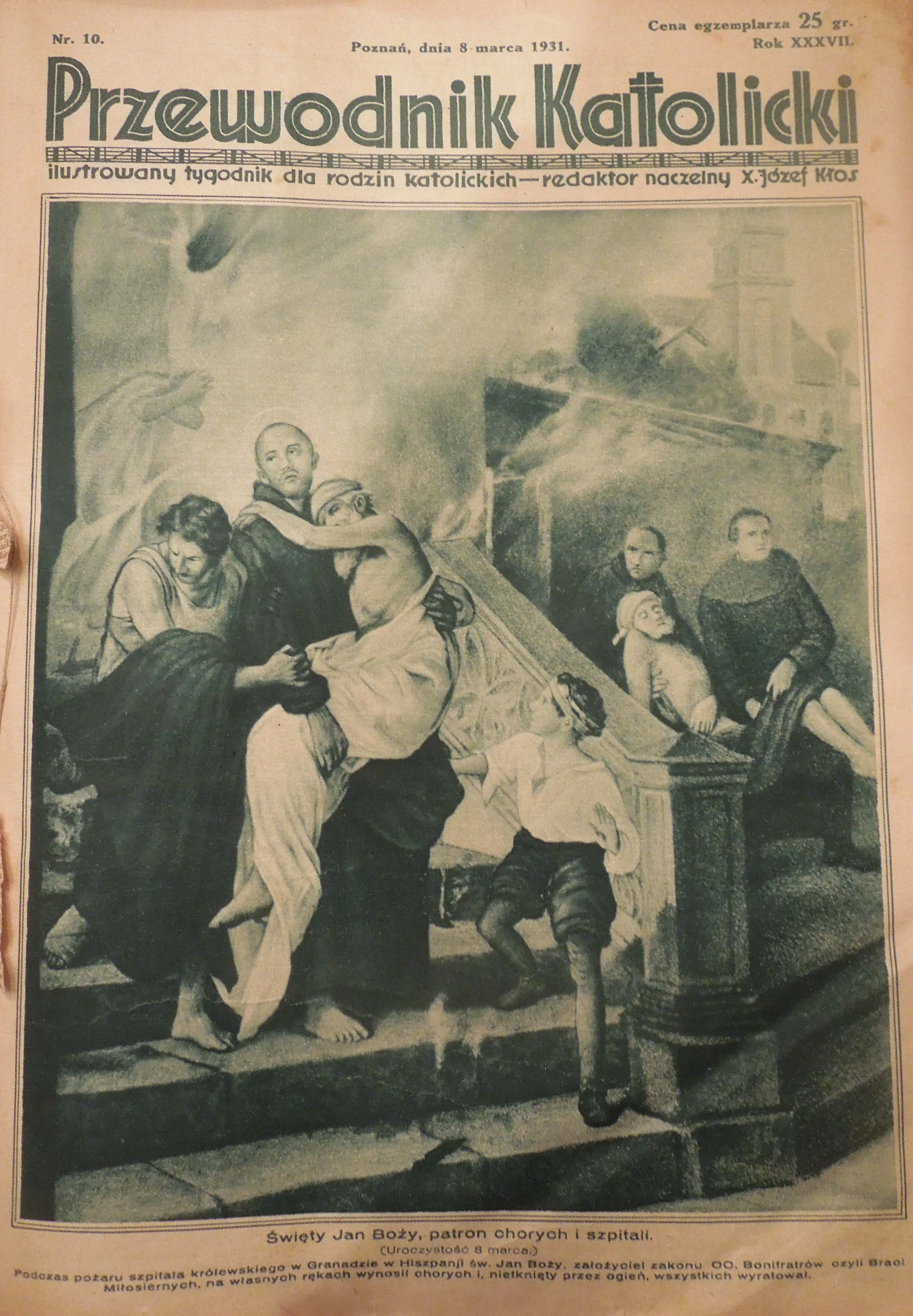
Numer z marca 1931 roku

- 1915–1916 – ks. Arkadiusz Lisiecki
- 1916–1920 – ks. Karol Radoński
- 1920–1924 – ks. Stanisław Ciążyński
- 1924–1934 – ks. Józef Kłos
- 1935–1939 – ks. Franciszek Forecki
- 1956–1972 – ks. Roman Mieliński
- 1972–1984 – ks. Stanisław Walkowiak
- 1984–1989 – ks. Zbigniew Pawlak
- 1990–1996 – ks. Marek Jędraszewski
- 1996–1997 – ks. Adam Przybecki
- 1997–2001 – ks. Jacek Stępczak[3][4]
- 2001–2006 – ks. Waldemar Hanas
- 2006–2012 – ks. Dariusz Madejczyk
- 2012–2014 – ks. Przemysław Węgrzyn
- 2014–2021 – ks. dr Mirosław Tykfer
- od 2021 ks. Wojciech Nowicki

## Publicyści i dziennikarze piszący dla „Przewodnika Katolickiego”
- Jacek Bartyzel
- o. Jan Bednarz OSPPE
- Monika Białkowska
- o. Paweł Bortkiewicz TChr
- ks. Marek Dziewiecki
- Jacek Karnowski
- Magdalena Korzekwa-Kaliszuk
- Marcin Libicki
- Marek Magierowski
- Paweł Milcarek
- Maciej Musiał
- ks. bp Damian Muskus OFM
- Zbigniew Nosowski
- Jerzy Marek Nowakowski
- Paweł Oses
- o. Michał Paluch OP
- ks. Krzysztof Pawlina
- Jan Pospieszalski
- Maria Przełomiec
- Wojciech Roszkowski
- ks. Krzysztof Różański
- ks. kard. Grzegorz Ryś
- Piotr Semka
- Krzysztof Skowroński
- ks. Artur Stopka
- Michał Szułdrzyński
- Stanisław Tamm
- Piotr Zaremba
- Marek Ziółkowski